# Achille Costa
Pour les articles homonymes, voir Costa.
Achille Costa (né le 10 août 1823 (ou 1828) à Lecce et mort le 17 novembre 1898 (ou 1899) à Rome) est un entomologiste italien.

## Biographie
Après l’obtention de son titre de docteur en médecine, Achille Costa succède à son père, Oronzio Gabriele Costa (1787-1867), à la chaire de zoologie de l’université de Naples en 1860. Il est l’un des premiers naturalistes à étudies la faune entomologique du sud de l’Italie, de la Sicile et de Sardaigne. Il est le vice-président de la Société entomologique d'Italie de 1879 à 1898.
Sans disciple, ni élève, ses travaux ne sont pas poursuivis et sa collection est négligée durant des années. Celle-ci, riche d’environ 20 000 spécimens, est conservée par le Musée de zoologie (en) de l’université de Naples Federico II. Seul, le père Longinos Navás (1858-1938), s’intéresse à sa collection dans les années 1910. Il faut attendre les travaux de Roberto Antonio Pantaleoni (1999, 2005) qui permettent d’identifier et de conserver certains des types décrits par Costa.

## Liste partielle des publications
- 1843 : Esposizione sommaria delle osservazioni raccolte durante l’anno 1842 intorno allo sviluppo ed apparizione successiva degli insetti nei contorni di Napoli. - Annali dell’Accademia degli Aspiranti Naturalisti, [série I] volume I : 37-68, 1 pl.
- 1846 : Osservazioni intorno la Entomologia del Matese da servire alla Geografia Entomologica del Regno. Annali dell’Accademia degli Aspiranti Naturalisti, [série I] volume III : 81-94.
- 1856 : Alcune notizie sull’Entomologia dell’Isola d’Ischia. L’Iride Giornale per tutti, 1 (11): 81-82 [13 settembre 1856, Napoli].
- 1857 : Degl’Insetti che attaccano l’albero ed il frutto dell’olivo del ciliegio del pero del melo del castagno e della vite e le semenze del pisello della lenticchia della fava e del grano loro descrizione e biologia danni che arrecano e mezzi per distruggerli. Opera coronata dalla Reale Accademia delle Scienze di Napoli. - Stamperia e Calcografia vico Freddo Pignasecca, 15, 16. Napoli : 197 p., 10 pl.
- 1858 : Ricerche entomologiche sopra i Monti Partenii nel Principato Ulteriore. Stamperia e Calcografia, Napoli : 31 p., 1 pl.
- 1860-1870 : Fauna del Regno di Napoli ossia enumerazione di tutti gli animali che abitano le diverse regioni di questo Regno e le acque che le bagnano e descrizione de’nuovi o poco esattamente conosciuti con figure ricavate da originali viventi e dipinte al naturale. Nevrotteri. Stamperia di Antonio Cons, Napoli : 1+2+12+20+22+2+8+8+6+2 p., 7 pl. — recueil d’articles parus précédemment.
- 1862 : Elenco delle specie immesse nel Museo da Novembre 1860 a tutto Dicembre 1861. Nevrotteri. Annuario del Museo Zoologico della R. Università di Napoli, Anno I 1862 : 16.
- 1862 : Ragguaglio di una peregrinazione zoologica. Annuario del Museo Zoologico della R. Università di Napoli, Anno I 1862 : 57-60.
- 1863 : Nuovi studii sulla entomologia della Calabria ulteriore. Atti della R. Accademia delle Scienze Fisiche e Matematiche Serie 1a Vol. I (2), 80 p., 4 pl.
- 1864 : Acquisti fatti durante l’anno 1862. Annuario del Museo Zoologico della R. Università di Napoli, Anno II 1862 : 8-125.
- 1864 : Poche osservazioni zoologiche fatte nella provincia di Terra di Lavoro, p. 49-54. In : Congresso Scientifico Provinciale tenuto in Caserta dall’Accademia degli Aspiranti Naturalisti di Napoli e dalla Reale Società Economica di Terra di Lavoro, Ne’ giorni dal 28 giugno al 5 luglio 1863. Stamperia di Antonio Cons, Napoli. [publié dans les Annali dell’Accademia degli Aspiranti Naturalisti, Terza serie, volume Terzo, 1863]
- 1864 : Poche osservazioni sulla Fauna Salernitana, p. 57-62. In: Congresso Scientifico Provinciale tenuto in Salerno dall’Accademia degli Aspiranti Naturalisti di Napoli e dalla Reale Società Economica di Principato Citeriore. Dal 29 maggio ai 5 giugno del 1864. Stamperia di Antonio Cons, Napoli. [publié dans les Annali dell’Accademia degli Aspiranti Naturalisti, Terza serie, volume Quarto]
- 1869 : Elenco delle specie immesse nel Museo per acquisti. Nevrotteri. Annuario del Museo Zoologico della R. Università di Napoli, Anno V 1865 : 12.
- 1871 : Elenco delle specie immesse nel Museo per acquisti. Nevrotteri. - Annuario del Museo Zoologico della R. Università di Napoli, Anno VI 1866 : 14-16.
- 1874 : Una peregrinazione zoologica su’ monti dell’Alburno. - Rendiconto dell’Accademia delle Scienze Fisiche e Matematiche (Sezione della Società Reale di Napoli), Anno XIII fasc. 9° : 129-135.
- 1877 : Relazione di un viaggio eseguito nelle Calabrie nella state del 1876, per ricerche zoologiche [Sunto dell’Autore]. Rendiconto dell’Accademia delle Scienze Fisiche e Matematiche (Sezione della Società Reale di Napoli), Anno XVI fasc. 2° [febbraio 1877] : 40-43.
- 1877 : Degl’Insetti che attaccano l’albero ed il frutto dell’olivo del ciliegio del pero del melo del castagno e della vite e le semenze del pisello della lenticchia della fava e del grano loro descrizione e biologia danni che arrecano e mezzi per distruggerli. Edizione seconda riveduta ed accresciuta dallo stesso autore. Napoli pei tipi del Commendatore G. Nobile : 340 p., 13 pl.
- 1881 : Relazione di un viaggio nelle Calabrie per ricerche zoologiche fatto nella state del 1876. Atti della Reale Accademia delle Scienze Fisiche e Matematiche di Napoli Serie 1a [1882] Vol. IX (6), 63 p.
- 1882 : Notizie ed osservazioni sulla Geo-Fauna sarda Memoria Prima Risultamento di ricerche fatte in Sardegna nel Settembre 1881. Atti della Reale Accademia delle Scienze Fisiche e Matematiche di Napoli [1882] Vol. IX (11), 41 p.
- 1882 : Rapporto preliminare e sommario sulle ricerche zoologiche fatte in Sardegna durante la primavera del 1882. Rendiconto dell’Accademia delle Scienze Fisiche e Matematiche (Sezione della Società Reale di Napoli), Anno XXI fasc. 10° (ottobre 1882) : 189-201.
- 1883 : Notizie ed osservazioni sulla Geo-Fauna sarda Memoria Seconda Risultamento di ricerche fatte in Sardegna nella primavera del 1882. Atti della Reale Accademia delle Scienze Fisiche e Matematiche di Napoli Serie 2a [1888] Vol. I [fasc. 2], 109 p.
- 1884 : Diagnosi di nuovi Artropodi trovati in Sardegna. Bullettino della Società Entomologica Italiana, 15 (4) : 332-341.
- 1884 : Nota intorno i Nevrotteri della Sardegna. Rendiconto dell’Accademia delle Scienze Fisiche e Matematiche (Sezione della Società Reale di Napoli), Anno XXIII fasc. 2° (marzo 1884) : 20-21. [réédité dans la Rivista scientifico-industriale delle principali scoperte ed invenzioni fatte nelle scienze e nelle industrie, Firenze, Anno Sedicesimo (31 marzo e 15 aprile) : 122-124].
- 1884 : Notizie ed osservazioni sulla Geo-Fauna sarda; memoria terza [Sunto dell’Autore]. Rendiconto dell’Accademia delle Scienze Fisiche e Matematiche (Sezione della Società Reale di Napoli), Anno XXIII (maggio 1884) : 80-81.
- 1884 : Notizie ed osservazioni sulla Geo-Fauna sarda Memoria Terza Risultamento di ricerche fatte in Sardegna nella estate del 1883. Atti della Reale Accademia delle Scienze Fisiche e Matematiche di Napoli Serie 2a [1888] Vol. I (9), 64 p.
- 1884 : Notizie ed osservazioni sulla Fauna Sarda. Rivista scientifico-industriale delle principali scoperte ed invenzioni fatte nelle scienze e nelle industrie, Firenze, Anno Sedicesimo (15e 30 settembre) : 300-303.
- 1884 : Miscellanea entomologica. Memoria prima. Atti della Reale Accademia delle Scienze Fisiche e Matematiche di Napoli, Serie 2a [1888] Vol. I (10), 11 p., 1 pl.
- 1885 : Notizie ed osservazioni sulla Geo-Fauna sarda Memoria Quarta. Atti della Reale Accademia delle Scienze Fisiche e Matematiche di Napoli, Serie 2a [1888] Vol. I (13), 31 p.
- 1885 : Diagnosi di nuovi Artropodi della Sardegna. Bullettino della Società Entomologica Italiana, 17 (3/4) : 240-255.
- 1886 : Notizie ed osservazioni sulla Geo-Fauna sarda Memoria Quinta Risultamento delle ricerche fatte in maggio 1885. Atti della Reale Accademia delle Scienze Fisiche e Matematiche di Napoli Serie 2 a [1888] Vol. II (7), 24 p.
- 1886 : Notizie ed osservazioni sulla Geo-Fauna sarda Memoria Sesta Risultamento delle ricerche fatte in Sardegna nella State del 1885. - Atti della Reale Accademia delle Scienze Fisiche e Matematiche di Napoli Serie 2a Vol. II (8), 40 p.
- 1874 : Fauna Salentina. Tip. Ed. Salentina, Lecce : 624 p.

## Sources
- Cesare Conci et Roberto Poggi (1996), Iconography of Italian Entomologists, with essential biographical data. Memorie della Società entomologica Italiana, 75 : 159-382.
- Anthony Musgrave (1932). Bibliography of Australian Entomology, 1775-1930, with biographical notes on authors and collectors, Royal Zoological Society of News South Wales (Sydney) : viii + 380.
- Roberto Antonio Pantaleoni (1999). Neuropterida described by A. Costa with type designation, Deutsche Entomologische Zeitschrift, 46 (2): 249-261.
- Roberto Antonio Pantaleoni (2005). Interpretation of Achille Costa’s data on Neuropterida, Bulletin of Insectology, 58 (1) : 71-92. ISSN 1721-8861 (en) PDF.